# Discografia de Zara Larsson
A cantora e compositora sueca Zara Larsson lançou dois álbuns de estúdio, quatro EPs, 15 singles (incluindo três como participação especial) e 14 vídeos musicais. Quatro dos singles de Larsson, "Uncover", "Lush Life", "Never Forget You" e "Ain't My Fault", chegaram ao topo das paradas musical em seu país natal. "Uncover" e "Lush Life" atingiu o top 5 na Noruega, Suécia, Holanda, Bélgica e Dinamarca, e o top 10 na França.
Em Outubro de 2014, Larsson lançou seu álbum de estúdio de estréia, 1, que pegou primeiro lugar no Swedish Albums Chart e foi certificado por platina em seu país, também atingiu o número 28 na Noruega e o número 33 na Dinamarca.

## Álbuns

### Álbuns de estúdio
| 1 | - Lançamento: 1 de Outubro de 2014 - Editoras: Record Company TEN, Universal - Formatos: CD, download digital | 1             | —             | 33            | —             | —             | 28            | —             | —             | —             | —             | - Platina           |
| So Good                                                                                                   | - Lançamento: 17 de Março de 2017 - Editoras: Epic, Record Label TEN - Formatos: CD, download digital         | 1             | 7             | 8             | 29            | 7             | 2             | 9             | 15            | 7             | 26            | - Platina - Platina |
| Poster Girl                                                                                               | - A ser lançado: 5 de Março de 2021 - Editoras: Epic, Record Label TEN - Formatos: CD, download digital       | A ser lançado | A ser lançado | A ser lançado | A ser lançado | A ser lançado | A ser lançado | A ser lançado | A ser lançado | A ser lançado | A ser lançado | A ser lançado       |
| "—" denota um single que não foi lançado no território ou não conseguiu entrar na tabela musical do país. | |               |               |               |               |               |               |               |               |               |               |                     |

### Extended plays
| EP                             | Detalhes |
| ------------------------------ | --- |
| Introducing                    | - Lançamento: 21 de Janeiro de 2013 - Gravadoras: Record Company TEN, Universal - Formato: Download digital |
| Allow Me to Reintroduce Myself | - Lançamento: 5 de Julho de 2013 - Gravadoras: Record Company TEN, Universal - Formato: Download digital    |
| Uncover                        | - Lançamento: 16 de Janeiro de 2015 - Gravadoras: Epic, Record Company TEN - Formato: Download digital      |
| The Remixes                    | - Lançamento: 18 de Dezembro de 2015 - Gravadoras: Epic, Record Company TEN - Formato: Download digital     |

## Singles

### Como artista principal
| "Uncover"                                                                                                 | 2013 | 1  | —  | 3  | —  | —  | 1  | —  | 8  | —  | —  | - : 6× Platina - : 3× Platina - : Platina                                                                         | 1                             |
| "She's Not Me"                                                                                            | 2013 | 21 | —  | —  | —  | —  | —  | —  | —  | —  | —  | - : Ouro | 1                             |
| "Bad Boys"                                                                                                | 2013 | 27 | —  | 33 | —  | —  | —  | —  | —  | —  | —  | - : Ouro | 1                             |
| "Carry You Home"                                                                                          | 2014 | 3  | —  | —  | —  | —  | —  | —  | —  | —  | —  | - : 2× Platina | 1                             |
| "Rooftop"                                                                                                 | 2014 | 6  | —  | —  | —  | —  | —  | —  | —  | —  | —  | - : Platina | 1                             |
| "Weak Heart"                                                                                              | 2015 | 53 | —  | —  | —  | —  | —  | —  | —  | —  | —  | | 1                             |
| "Lush Life"                                                                                               | 2015 | 1  | 4  | 2  | 4  | 3  | 2  | 8  | 3  | 3  | 75 | - : 9× Platina - : 4× Platina - : 2× Platina - : Platina - : 2× Platina - : 3× Platina - : Platina - : 2× Platina | So Good                       |
| "Never Forget You" (com MNEK)                                                                             | 2015 | 1  | 3  | 5  | 20 | 8  | 2  | 6  | 32 | 5  | 13 | - : 5× Platina - : 4× Platina - : Platina - : Ouro - : Platina - : 2× Platina - : 2× Platina - : 2× Platina       | So Good                       |
| "Ain't My Fault"                                                                                          | 2016 | 1  | 17 | 15 | 16 | 29 | 8  | 19 | 43 | 13 | 76 | - : 3× Platina - : Platina - : Prata - : Ouro - : Ouro - : Ouro                                                   | So Good                       |
| "I Would Like"                                                                                            | 2016 | 4  | 16 | 23 | 56 | 28 | 23 | 19 | 55 | 2  | —  | - : Platina - : Platina - : Ouro - : Ouro                                                                         | So Good                       |
| "So Good" (com participação de Ty Dolla Sign)                                                             | 2017 | 7  | 59 | 30 | 99 | —  | 27 | —  | 89 | 44 | —  | - : Ouro - : Ouro                                                                                                 | So Good                       |
| "Don't Let Me Be Yours"                                                                                   | 2017 | 36 | —  | —  | —  | —  | —  | —  | —  | —  | —  | | So Good                       |
| "Only You"                                                                                                | 2017 | 5  | —  | —  | —  | —  | 39 | —  | —  | —  | —  | | So Good                       |
| "Ruin My Life"                                                                                            | 2018 | 2  | 32 | 21 | 62 | 60 | 14 | 28 | 71 | 9  | 76 | - : Platina - : Platina - : Prata - : Ouro                                                                        | Não adicionado a nenhum álbum |
| "Don't Worry Bout Me"                                                                                     | 2019 | 7  |    |    |    |    | 26 |    |    | 34 |    | |                               |
| "WOW" | 2019 | 27 |    |    |    |    |    |    |    |    |    | |                               |
| "—" denota um single que não foi lançado no território ou não conseguiu entrar na tabela musical do país. |      |    |    |    |    |    |    |    |    |    |    | |                               |

### Como artistas convidadas
| "Girls Like" (Tinie Tempah com participação de Zara Larsson)                                              | 2016 | 21 | 15 | 25 | 83 | 9 | 30 | 17 | — | 5  | - : Platina - : Platina - : Ouro - : Ouro - : Ouro  | Youth                         |
| "This One's for You" (David Guetta com participação de Zara Larsson)                                      | 2016 | 3  | 67 | 11 | 1  | 6 | 4  | —  | 1 | 16 | - : Prata - : Ouro - : Ouro - : 2× Platina - : Ouro | Não adicionado à nenhum álbum |
| "Symphony" (com Clean Bandit)                                                                             | 2017 | 1  | 4  | 10 | 9  | 4 | 1  | 12 | 7 | 1  | - : Platina - : Platina - : Ouro - : Ouro           | So Good & What Is Love?       |
| "Holding out for You" (Fedez com participação de Zara Larsson)                                            | 2019 | —  | —  | —  | —  | — | —  | —  | — | —  |                                                     | Paranoia Airlines             |
| "—" denota um single que não foi lançado no território ou não conseguiu entrar na tabela musical do país. |      |    |    |    |    |   |    |    |   |    |                                                     |                               |

## Outras canções que entraram nas tabelas
| Canção                               | Ano  | Melhores posições nas tabelas | Álbum                             |
| Canção                               | Ano  | SUE                           | Álbum                             |
| ------------------------------------ | ---- | ----------------------------- | --------------------------------- |
| "It's a Wrap"                        | 2013 | 43                            | Introducing                       |
| "When Worlds Collide"                | 2013 | 26                            | Introducing                       |
| "Under My Shades"                    | 2013 | 45                            | Introducing                       |
| "Only You"                           | 2017 | 5                             | So Good                           |
| "TG4M"                               | 2017 | 19                            | So Good                           |
| "One Mississippi"                    | 2017 | 26                            | So Good                           |
| "I Can't Fall in Love Without You"   | 2017 | 29                            | So Good                           |
| "What They Say"                      | 2017 | 31                            | So Good                           |
| "Don't Let Me Be Yours"              | 2017 | 36                            | So Good                           |
| "Funeral"                            | 2017 | 46                            | So Good                           |
| "Sundown" (com Wizkid)               | 2017 | 51                            | So Good                           |
| "Make That Money Girl"               | 2017 | 57                            | So Good                           |
| "Either" (Poo Bear com Zara Larsson) | 2018 | —                             | Poo Bear Presents Bearthday Music |
| "Mary, Did You Know?"                | 2018 | 55                            | The Star                          |

## Vídeos musicais

### Como artista principal
| Canção                          | Ano  | Director(es)         |
| ------------------------------- | ---- | -------------------- |
| "Under My Shades"               | 2013 | Måns Nyman           |
| "She's Not Me (Pt. 1)"          | 2013 | Måns Nyman           |
| "She's Not Me (Pt. 2)"          | 2013 | —                    |
| "Love Again"                    | 2013 | Zara Larsson         |
| "Bad Boys"                      | 2013 | Måns Nyman           |
| "Carry You Home"                | 2014 | Emil Nava            |
| "Rooftop"                       | 2014 | Måns Nyman           |
| "Weak Heart"                    | 2014 | David Soutar         |
| "Uncover"                       | 2015 | A.V. Rockwell        |
| "Lush Life"                     | 2015 | Måns Nyman           |
| "Never Forget You" (com MNEK)   | 2015 | Richard Paris Wilson |
| "Lush Life" (alternate version) | 2016 | Mary Clerté          |
| "Ain't My Fault"                | 2016 | Emil Nava            |
| So Good (com Ty Dolla $ign)     | 2017 | Sarah McColgan       |
| "Don't Let Me Be Yours"         | 2017 | Daniel Kaufman       |
| "Ruin My Life"                  | 2018 | Charlotte Rutherford |

### Como artista convidada
| Canção                                                               | Ano  | Director(es)                |
| -------------------------------------------------------------------- | ---- | --------------------------- |
| "This One's for You" (David Guetta com participação de Zara Larsson) | 2016 | Hannah Lux Davis            |
| "Girls Like" (Tinie Tempah com participação de Zara Larsson)         | 2016 | Craig Moore                 |
| "Symphony" (Clean Bandit com participação de Zara Larsson)           | 2017 | Grace Chatto Jack Patterson |